# Thunderstone
Thunderstone är ett power metal-band från Helsingfors i Finland. 
Bandet grundades år 2000 av gitarristen Nino Laurenne, och banduppsättningen blev klar nästa år. Efter att de släppt sitt debutalbum åkte de på Europaturné som förband till Stratovarius och Symphony X. Bandet har släppt alla sina fyra fullängdsskivor på Nuclear Blast. Thunderstone ställde år 2007 upp i Finlands uttagning till Eurovisionsschlagerfinalen med låten Forevermore och hamnade på andra plats med 33% av rösterna.
Sent 2007 kunde man läsa följande uttalande på Thundersones webbsajt: 
"We are sad to announce that Pasi Rantanen and Kari Tornack are no longer part of Thunderstone. Due to personal reasons and a visible lack of motivation on their part we saw it best to part with the guys, although the decision was not easy and the timing perhaps the worst possible. Everything was done in good spirits and we thank the guys for an unbelievably great and fun seven years and wish them all the best in their private endeavors.
However, the first priority for us was not to let our fans down even in a situation like this. Therefore, we will go on with the upcoming co-headlining tour with Nocturnal Rites as planned. And we are most proud to announce two incredible musicians who agreed to fill in for the tour on such a short notice. On keyboards we will have none other than legendary JENS JOHANSSON, the crazy Swede and a long-time friend from Stratovarius. The vocal duties will be handled by the incredible- sounding TOMMI 'TUPLE' SALMELA who in recent years has shared the vocals with Marco Hietala in the classic Finnish metal outfit Tarot. As you can probably imagine, we are more than thrilled to have these guys on board. Book your tickets NOW!!!"
Bandet har sedan dess släppt skivan Dirt Metal som skiljer sig från tidigare skivor genom att gå mot ett tyngre och hårdare sound.

## Medlemmar
Nuvarande medlemmar
- Titus Hjelm – basgitarr (2000–)
- Nino Laurenne – gitarr (2000–)
- Pasi Rantanen – sång (2000–2007, 2013–)
- Jukka Karinen – keyboard (2007–)
- Atte Palokangas – trummor (2014–)

Tidigare medlemmar
- Mirka Rantanen – trummor (2000–2013)
- Kari Tornack – keyboard (2000–2007)
- Rick Altzi – sång (2007–2013)

Turnerande medlemmar
- Tommi Salmela – sång (2007)

## Diskografi
Studioalbum
- Thunderstone – (2002)
- The Burning – (2004)
- Tools of Destruction – (2005)
- Evolution 4.0 – (2007)
- Dirt Metal – (2009)
- Apocalypse Again – (2016)

Singlar
- "Virus" – (2002)
- "Tool of the Devil" – (2005)
- "10.000 Ways" – (2007)
- "Forevermore" / "Face in the Mirror" – (2007)
- "I Almighty" – (2009)